# Премия журнала Empire (2002)
7-я церемония вручения наград премии «Империя» за заслуги в области кинематографа за 2001 год состоялась 5 февраля 2002 года в отеле The Dorchester, Лондон, Великобритания.

## Список лауреатов и номинантов
| Лучший фильм | Лучший британский фильм |
| --- | --- |
| - Властелин колец: Братство Кольца - Искусственный разум - Гарри Поттер и философский камень - Мулен Руж! - Другие | - Дневник Бриджит Джонс - Энигма - Подарок судьбы - Тренер - Надзиратель |
| Лучший режиссёр | |
| - Баз Лурман — Мулен Руж! - Кэмерон Кроу — Почти знаменит - Питер Джексон — Властелин колец: Братство Кольца - Стивен Содерберг — Траффик - Стивен Содерберг — Искусственный разум                                                                                | |
| Лучшая мужская роль | Лучший британский актёр |
| - Элайджа Вуд — Властелин колец: Братство Кольца - Бенисио Дель Торо — Траффик - Билли Боб Торнтон — Человек, которого не было - Хэйли Джоэл Осмент — Искусственный разум - Вигго Мортенсен — Властелин колец: Братство Кольца                                    | - Юэн Макгрегор — Мулен Руж! - Хью Грант — Дневник Бриджит Джонс - Иэн Маккеллен — Властелин колец: Братство Кольца - Шон Бин — Властелин колец: Братство Кольца - Тим Рот — Планета обезьян                                                    |
| Лучшая женская роль | Лучшая британская актриса |
| - Николь Кидман — Мулен Руж! - Одри Тоту — Амели - Фрэнсис О’Коннор — Искусственный разум - Николь Кидман — Другие - Рене Зеллвегер — Дневник Бриджит Джонс | - Кейт Уинслет — Энигма - Кэтрин Зета-Джонс — Траффик - Хелена Бонэм Картер — Планета обезьян - Оливия Уильямс — Подарок судьбы - Рэйчел Вайс — Мумия возвращается                                                                              |
| Лучший дебют | Honorary Awards |
| - Орландо Блум — Властелин колец: Братство Кольца - Билли Бойд и Доминик Монаган — Властелин колец: Братство Кольца - Дэниэл Рэдклифф, Руперт Гринт и Эмма Уотсон — Гарри Поттер и философский камень - Кира Найтли — Яма - Шэрон Магуайр — Дневник Бриджит Джонс | - Empire Inspiration Award: Майкл Манн - Lifetime Achievement Award: Кристофер Ли - Independent Spirit Award: Алехандро Аменабар — Другие - Алехандро Гонсалес Иньярриту — Сука любовь - Жан-Пьер Жёне — Амели - Терри Цвигофф — Призрачный мир |

### Несколько наград
| Число наград | Фильм                            |
| ------------ | -------------------------------- |
| 3            | Мулен Руж                        |
| 3            | Властелин колец: Братство Кольца |

### Несколько номинаций
| Число номинаций | Фильм                             |
| --------------- | --------------------------------- |
| 8               | Властелин колец: Братство Кольца  |
| 4               | Искусственный разум               |
| 4               | Дневник Бриджит Джонс             |
| 4               | Мулен Руж                         |
| 3               | Другие                            |
| 3               | Траффик                           |
| 2               | Амели                             |
| 2               | Энигма                            |
| 2               | Гарри Поттер и философский камень |
| 2               | Подарок судьбы                    |
| 2               | Планета обезьян                   |